# Ceratopogon crassinervis
Ceratopogon crassinervis är en tvåvingeart som först beskrevs av Maurice Emile Marie Goetghebuer 1920.  Ceratopogon crassinervis ingår i släktet Ceratopogon och familjen svidknott. Inga underarter finns listade i Catalogue of Life.